# Lirceus bicuspidatus
Lirceus bicuspidatus là một loài chân đều trong họ Asellidae. Loài này được miêu tả khoa học lần đầu tiên năm 1949 bởi Hubricht & Mackin.